# 片桐美雪
片桐 美雪（かたぎり みゆきKatagiri Miyuki、1948年10月26日 -） は、日本のアルペンスキーヤー選手である。 1972年の冬季オリンピックに出場した。  

## 参照資料
1. ↑  “Miyuki Katagiri Olympic Results”.  Sports Reference LLC. 2020年4月17日時点のオリジナルよりアーカイブ。2018年3月1日閲覧。